# Калашников, Григорий Степанович
Григорий Степанович Калашников (16 декабря (29 декабря) 1908, с. Пшеничное Михайловский район[уточнить] — 21 сентября 1979, Таганрог) — советский педагог, Заслуженный учитель школы РСФСР, директор таганрогской школы №2 им. А. П. Чехова с 1947 по 1972 годы.

## Биография
Родился 16 (29) декабря 1908 года. В 1933 году окончил Белгородский педагогический институт и был направлен учителем русского языка в г. Сталинск Кемеровской области. В 1936 году приехал в Таганрог, работал директором школы № 8 до 1941 года. Находился в рядах Красной армии с 1941 по 1945 год. Демобилизовавшись, работал учителем (1946-1947), заместителем директора Таганрогского металлургического техникума. С 1947 года по 1972 год был директором таганрогской школы им. А. П. Чехова. В 1956 году Г. С. Калашникову было присвоено звание Заслуженного учителя школы РСФСР. Умер в Таганроге 21 сентября 1979 года.